# 4395 Danbritt
A 4395 Danbritt (ideiglenes jelöléssel 1981 EH41) a Naprendszer kisbolygóövében található aszteroida. Schelte J. Bus fedezte fel 1981. március 2-án.